# 興亜観音

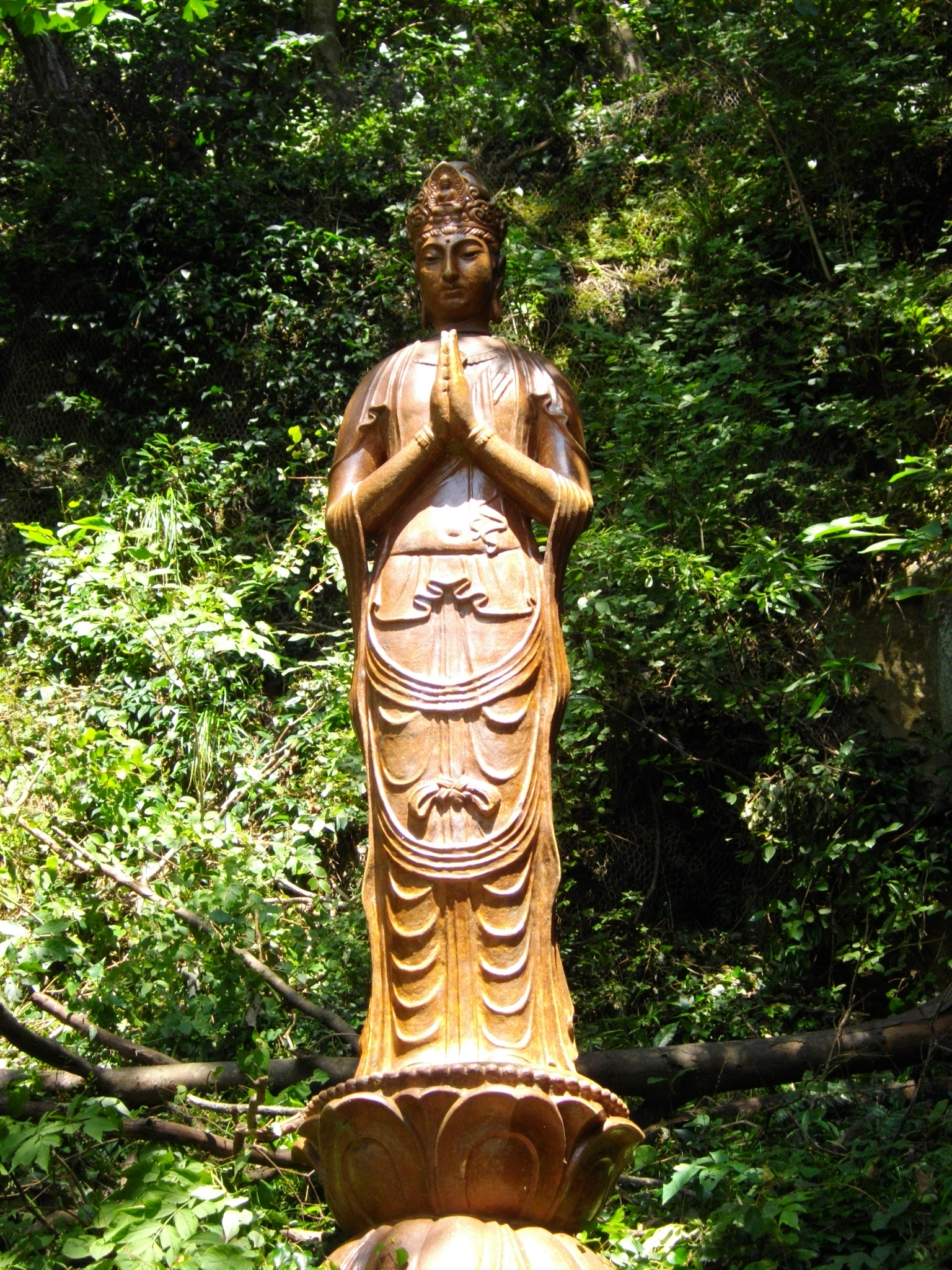
興亜観音

興亜観音（こうあかんのん）は、静岡県熱海市伊豆山にある観音像。また、同観音像を祀る宗教法人礼拝山興亜観音（らいはいざんこうあかんのん）を指す。日蓮宗から分かれた法華宗陣門流の系ではあるが、興亜観音はこれにも属さず、日本で唯一の独自の歴史と祭祀を持つ独立した寺院であったが、伊丹妙浄尼入滅(2023年7月12日)後、その遺志により日蓮宗への帰属・法灯継承を目指して手続きが進んでいる。創立の趣旨から宗派を問わず参拝客を受け入れている。また、興亜観音は、創建者松井石根大将の賛同を得て、三重県尾鷲市金剛寺、奈良県桜井市蓮台寺、富山県入善町養照寺にも現存し、中華民国、タイ王国にも贈られている。

## 沿革
1937年（昭和12年）7月に勃発した日中戦争における上海派遣軍司令官であった松井石根陸軍大将が、退役後の1940年（昭和15年）、日支両軍の戦没将兵を「怨親平等」に祀るため、私財を投じてこの地に聖観音を建立した。観音像は最激戦地である上海大場鎮周辺など、松井石根が総司令官として指揮したの戦場の土と日本の土を合わせて作られた。
同年2月24日には芝増上寺大島徹水僧正（浄土宗）他朝野の名士を集めて開眼式が行われた。なお松井大将はこの近くに庵を建てて住み、毎朝御山に登り観音経をあげていた。現在の興亜観音は、上記の支那事変全戦没者の他、特に所謂「A級戦犯」として処刑された7名の遺骨が埋葬されていることで知られている。その訳は次のとおりである。
1948年（昭和23年）12月23日（明仁、当時皇太子の誕生日）、極東国際軍事裁判（東京裁判）においていわゆるA級戦犯として処刑された松井、東條英機、広田弘毅等7人は、横浜の久保山火葬場で火葬に付された。遺族は遺灰の引き取りを願ったが、GHQは「神聖化され、軍国主義復活に利用されること」を危惧し、これを拒絶した。遺骨灰の殆どは米軍が処理（軍用機で太平洋上から散骨）したが、裁判で小磯國昭の弁護人を務めた三文字正平はこの遺骨を回収しようと考え、面識のあった興禅寺住職の市川伊雄に相談した。同年12月26日深夜、市川伊雄住職と飛田善美火葬場長らは、米軍が処理して残った遺灰を共同骨捨場から密かに骨壺一杯分を集め、翌年5月3日、松井大将ゆかりの興亜観音に持ち込んだ。当時の住職、伊丹忍礼師（法華宗陣門流、僧正）は即座に七人の遺骨灰と直感し、時期が来るまでとこれを匿い、ようやく1959年（昭和34年）4月19日、吉田茂元首相筆による「七士之碑」が建てられ、遺骨灰はこの下に埋葬された。なお愛知県幡豆郡（現西尾市）三ヶ根山にある「殉国七士墓」は、1960年（昭和35年）に興亜観音の七士遺骨から香盒一ヶ分を分骨して埋葬したものである。現在はA級戦犯の刑死者7柱に加え、BC級戦犯の刑死者901柱、収容中に病死・自決・事故死・死因不明等で亡くなったABC級戦犯160柱を合わせた1,068柱の供養碑（大東亜戦争殉国刑死一〇六八柱供養碑）、大東亜戦争戦没戦士菩提（昭和19年）も建立されて同戦争の全戦没者を祀り、「小さな靖国神社」とも喩えられている。
平成10年より、伊丹靖明（旧称早川靖彦。「興亜観音を守る会」と契約し、興亜観音の境内整備工事を請け負っていた建築会社社長）が忍礼師長女前住職妙徳尼の養子となり寺務運営をしている。現在は妙徳の妹妙浄が靖明の補佐を得て、住職を務めている。興亜観音にはお墓や檀家と云うものが無く、広く一般からの支援に頼っている。
護持支援団体は1942年（昭和17年）に設立され、主に地元熱海の信者達により守られてきた「興亜観音奉賛会」（初代総裁松井石根）である。尚1994年（平成6年）設立された「興亜観音を守る会」は、陸軍士官学校58期生を中心とする有志で運営されていたが、会員の高齢化等により解散した。なお興亜観音の金銭不正疑惑等は、平成26年2月、静岡地方検察庁の捜査により事実無根であるとの結論が出ている。

## 事件

### A級戦犯7名の絞首刑の執行から3回忌、時刻まで一致の因縁
ウォルトン・ウォーカー中将は、1948年8月に、ロバート・アイケルバーガーの後任として、日本占領軍である第8軍司令官に任命され、東條英機らA級戦犯7名の絞首刑、火葬、遺骨の扱いに関わる執行責任者を務めた。その後、朝鮮戦争では米軍司令官であった。東條英機ら絞首刑の執行から丁度満二年後の祥月命日（三回忌）にあたる1950年（昭和25年）12月23日深夜、中将は第一戦視察の途中自ら運転していたジープの操縦を誤り事故死してしまった。ウォーカーが落命した時刻までが一致したので、周囲が七士の祟りと思ったのも無理はない。中将の副官は友軍の韓国将校の意見を入れ、興亜観音に七士の墓があると聞き参拝した。話を聞いた伊丹忍礼師は「怨親平等」のもと彼等を温かく迎え、ウォーカー大将（戦死後進級）の霊を丁重に供養した。

### 殉国七士之碑爆破事件
1971年（昭和46年）12月、過激派東アジア反日武装戦線が七士之碑、大東亜戦争殉国刑死一〇六八柱供養碑、興亜観音像の爆破を試みた。七士之碑は破壊されたが、導火線がショートしたため大東亜戦争殉国刑死一〇六八柱供養碑と興亜観音像は破壊を免れた。なお、七士之碑はその後有志の支援により修復されている。

## 交通
JR熱海駅より伊豆東海バス湯河原駅行きで停留所「興亜観音」で下車。JR湯河原駅より熱海・伊豆山方面行きのバスもある。